# Kujawka
Kujawka – wieś w Polsce, położona w województwie kujawsko-pomorskim, w powiecie aleksandrowskim, w gminie Bądkowo.

## Podział administracyjny
| SIMC    | Nazwa     | Rodzaj    |
| ------- | --------- | --------- |
| 0858272 | Chrustowo | część wsi |
| 1027395 | Góry      | część wsi |

W latach 1975–1998 miejscowość administracyjnie należała do województwa włocławskiego. W skład wsi wchodzi dawna wieś Chrustowo.

## Demografia
Według Narodowego Spisu Powszechnego (III 2011 r.) Kujawka liczyła 204 mieszkańców. Jest siódmą co do wielkości miejscowością gminy Bądkowo.